# Augusta (Sicília)
|  | Per a altres significats, vegeu «Augusta (Maine)». |

Localització d'Augusta (Sicília)

Augusta (en sicilià Austa; en català antic Agosta) és un municipi italià, situat a la regió de Sicília i a la província de Siracusa. L'any 2008 tenia 34.174 habitants. Limita amb els municipis de Carlentini i Melilli. El nom li ve del títol d'August que va rebre el seu fundador el 1232, l'emperador Frederic II del Sacre Imperi Romanogermànic.

## Història
Augusta va ser fundada en el segle xiii per l'emperador Frederic II prop de l'antiga colònia grega de Mègara Hiblea. A causa de la seva posició estatègica, fou escenari de combats en la Guerra de Sicília i fou un important port militar dels catalans contra els turcs i el centre militar siracusà més important de la II Guerra Mundial.
Amb la incorporació de Sicília al Casal de Barcelona el 1282, Agosta fou poblada de catalans (igual que Catània) i, per aquest motiu, la llengua catalana hi fou una llengua normal fins a finals, com a mínim, del XV.
Va ser envaïda el 13 de juliol de 1943 per la Vuitena Armada de les Forces Aliades dirigides pel general britànic Montgomery. La ciutat va sofrir importants danys en el terratrèmol de 1693 i pels bombardejos de 1943, així com pel moviment sísmic de 1990.

## Administració
| Període | Identitat        | Partit         |
| ------- | ---------------- | -------------- |
| 2008-   | Massimo Carrubba | Centreesquerra |

## Personatges il·lustres
- Emmanuele d'Astorga, compositor

## Galeria d'imatges

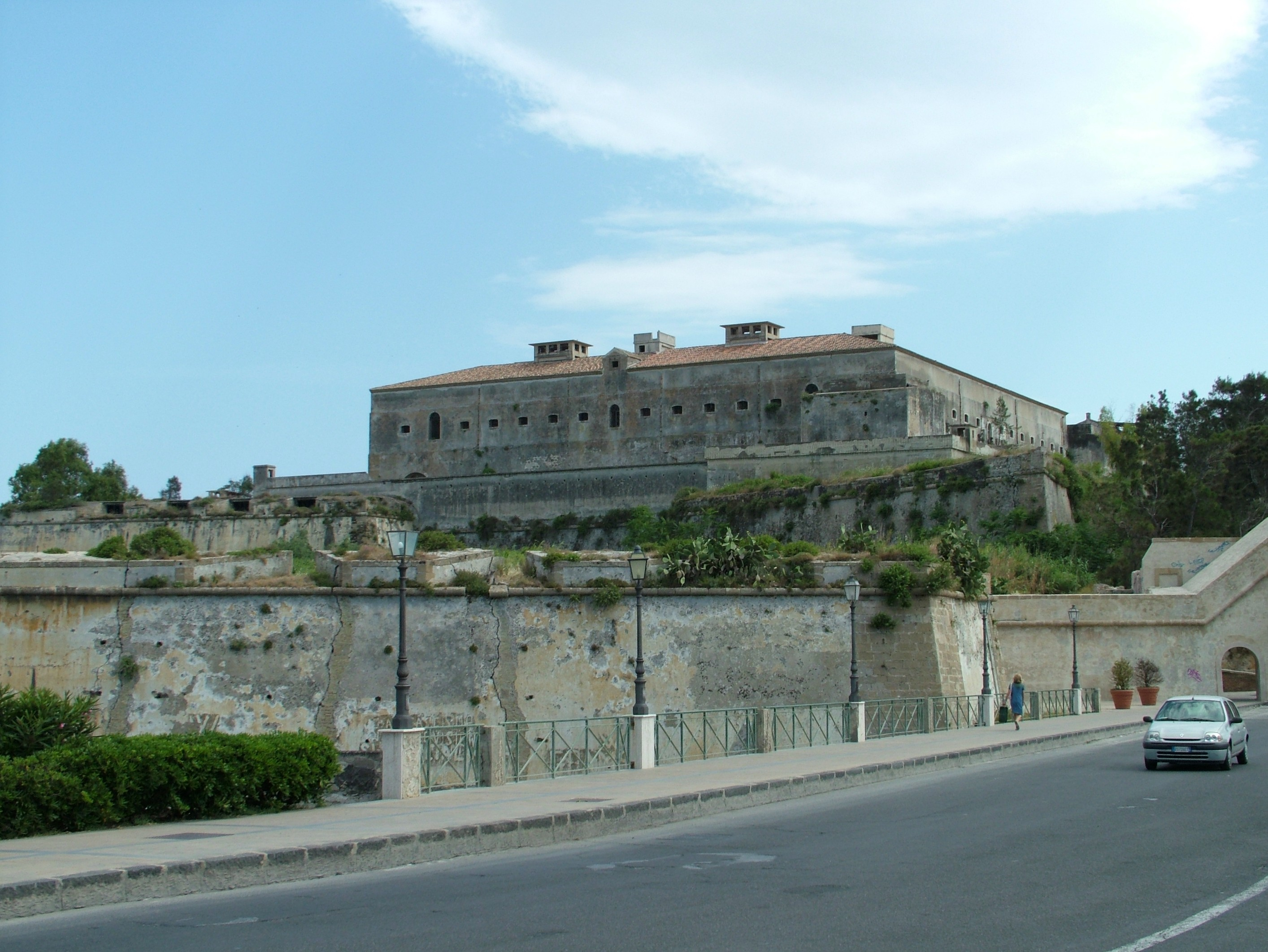
Castell d'Augusta
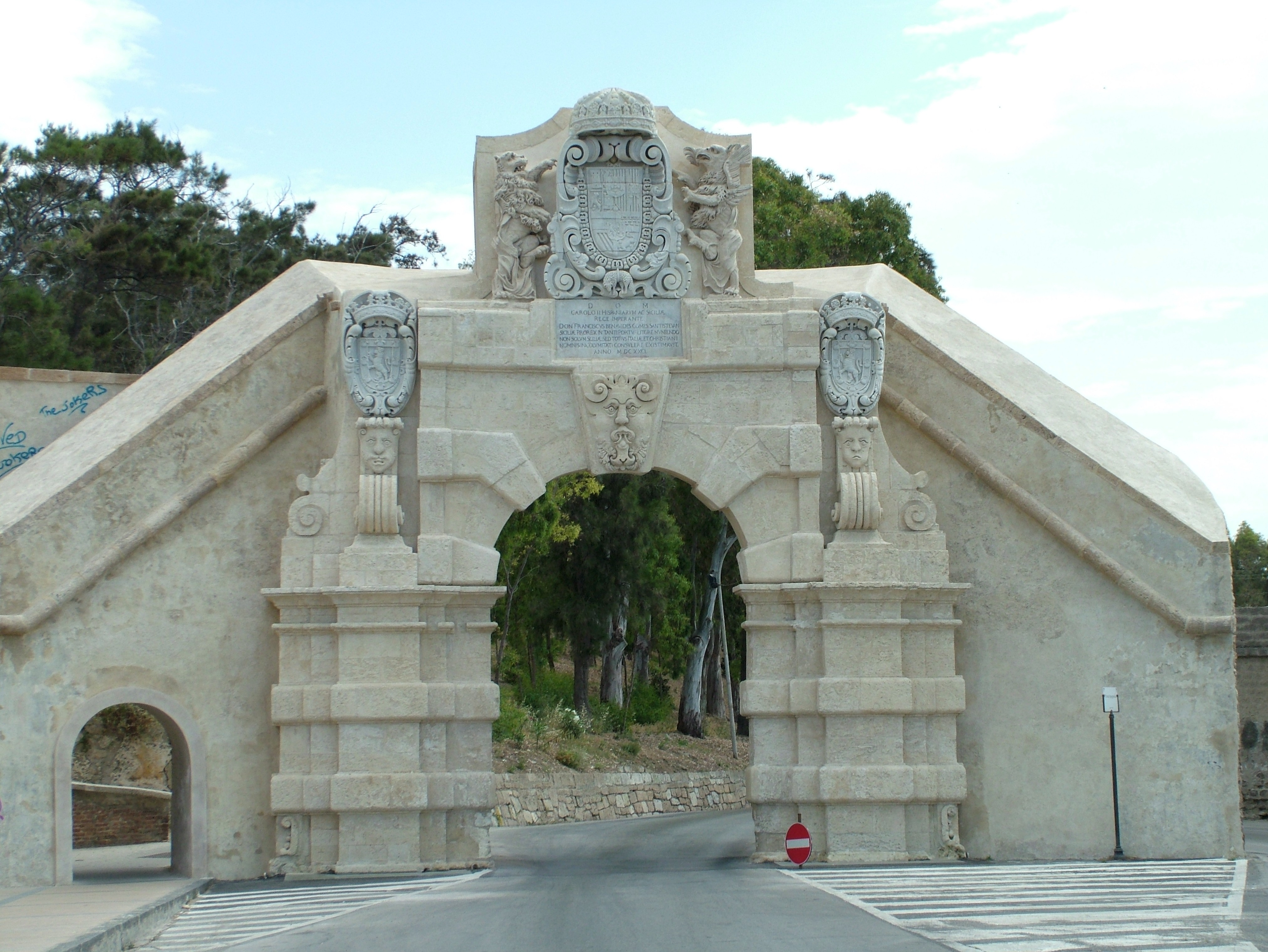
La Porta Espanyola
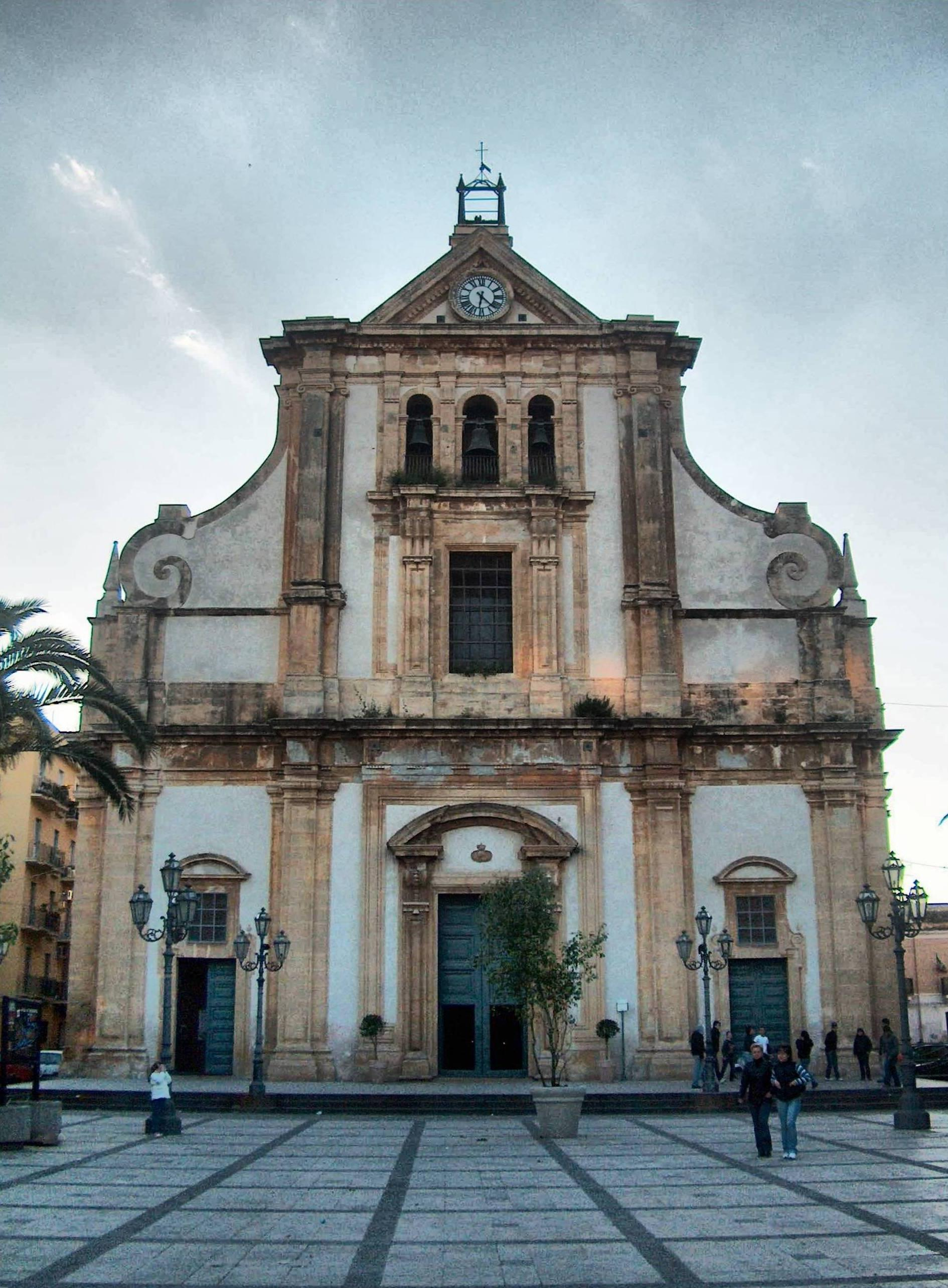
Església mare